# Epitola carpenteri
Epitola carpenteri är en fjärilsart som beskrevs av Bethune-Baker 1921. Epitola carpenteri ingår i släktet Epitola och familjen juvelvingar. Inga underarter finns listade i Catalogue of Life.